# Elecciones generales de Saskatchewan de 2020
Las elecciones generales de Saskatchewan de 2020 ocurrieron el 26 de octubre de 2020, para elegir miembros de la 29ª legislatura de la provincia canadiense de Saskatchewan. El Partido de Saskatchewan, liderado por Scott Moe, revalidó nuevamente su amplia mayoría en la cámara legislativa, manteniendo su puesto como 15º Premier de Saskatchewan, manteniendo la hegemonía de este partido que se mantiene desde 2007. Scott Moe había sucedido a Brad Well como premier de la región tras más de 10 años en el cargo.
El opositor Nuevo Partido Democrático, liderado por Ryan Meili, mantuvo su representación parlamentaria de 13 asientos en la cámara, permaniendo como única oposición al gobierno provincial. Las elecciones estuvieron marcadas por la propuesta del Nuevo Partido Democrático de cambiar el sistema electoral uninominal por uno proporcional, así como por la pandemia de COVID-19 que afectaba al país.

## Resultados
|  | 60.67 % |

|  | 31.59 % |

|  | 2.54 % |

|  | 2.25 % |

|  | 1.89 % |

|  | 0.08 % |

|  | 0.24 % |

|  | 99.26 % |

|  | 0.73 % |

|  | 100.00 % |

|  | 52.86 % |